# Примавера (Пернамбуку)
Примавера (порт. Primavera) — муниципалитет в Бразилии, входит в штат Пернамбуку. Составная часть мезорегиона Мата-Пернамбукана. Входит в экономико-статистический микрорегион Мата-Меридиунал-Пернамбукана. Население составляет 11 897 человек на 2007 год. Занимает площадь 110 км². Плотность населения — 108 чел./км².
Праздник города — 20 декабря.

## История
Город основан в 1913 году.

## Статистика
- Валовой внутренний продукт на 2005 год составляет 54 865 000 реалов (данные: Бразильский институт географии и статистики).
- Валовой внутренний продукт на душу населения на 2005 год составляет 4623 реалов (данные: Бразильский институт географии и статистики).
- Индекс развития человеческого потенциала на 2000 год составляет 0,632 (данные: Программа развития ООН).